# Zehntausend Jahre
| Zehntausend Jahre 萬岁 – 万岁 | Zehntausend Jahre 萬岁 – 万岁 |
| Chinesische Bezeichnung       | Chinesische Bezeichnung       |
| ----------------------------- | ----------------------------- |
| Langzeichen                   | 萬歲                          |
| Kurzzeichen                   | 万岁                          |
| Pinyin                        | wànsuì                        |
| Jyutping                      | maan6seoi3                    |
| Vietnamesische Bezeichnung    |                               |
| Quốc Ngữ                      | vạn tuế                       |
| Hán tự                        | 萬歲                          |
| Chữ nôm                       | 𨷈𢆥 – muôn năm               |
| Koreanische Bezeichnung       |                               |
| Hangeul                       | 만세                          |
| Hanja                         | 萬歲                          |
| RR                            | manse                         |
| Japanische Bezeichnung        |                               |
| Kanji                         | 万歳                          |
| Kana                          | ばんざい                      |
| Hepburn                       | banzai                        |
| Alternative Schreibung        |                               |
| Kyūjitai                      | 萬歳                          |

Zehntausend Jahre ist eine aus dem Chinesischen stammende Phrase, die in vielen ostasiatischen Sprachen verwendet wird. 
Der chinesische Begriff heißt wànsuì (chinesisch 萬歲 / 万岁). Auch die japanische Lesung Banzai ist außerhalb Asiens bekannt geworden.
Der Begriff baut auf dem Zahlwort wàn 萬 / 万 für ‚zehntausend‘ auf, das genauso wie die griechische Myriade ein Grundwort ist und neben dem Zahlwert unter anderem auch ‚unzählige‘, ‚unendlich‘, bzw. ‚ewig‘ bedeuten kann. Suì 歲 / 岁 bedeutet hingegen ‚Alter‘, ‚Lebensjahre‘ oder ‚... Jahre alt sein‘.
Die Phrase wird gebraucht, um den Wunsch nach einem langen bzw. ewigen Leben auszudrücken. Adressat ist typischerweise der Kaiser oder ein anderer hoher Wert, wie der Staat oder die Liebe. Der allgemeine Ausruf ‚lang lebe der Kaiser‘ im Deutschen lautet wörtlich übersetzt dann huángdì wànsuì 皇帝萬歲 / 皇帝万岁. Doch sprachlich wird im Chinesischen üblicherweise meist der Ausruf ‚lang lebe Eure Majestät‘ bìxià wànsuì 陛下萬歲 / 陛下万岁 verwendet.
In Korea wird der Ausdruck als manse gesprochen. Im 20. Jahrhundert nutzte vor allem der koreanische Widerstand gegen Japans Kolonialherrschaft den Begriff. 대한독립만세 Daehan Dongnip Manse kann dabei mit „Lang lebe Koreas Unabhängigkeit“ übersetzt werden. In Nordkorea wird der Begriff verwendet, um dem Obersten Führer ein langes Leben zu wünschen.